# Chypriotes
Cet article court présente un sujet plus développé dans plusieurs articles dérivés.
Pour les articles homonymes, voir Chypriote.
Les Chypriotes, ou Cypriotes, sont les habitants de Chypre, que ce soit de l'île ou du pays. Ils peuvent être divisés en deux groupes :
- les Chypriotes grecs ;
- les Chypriotes turcs.